# 空谷幽兰
《空谷幽兰》，美国汉学家比尔·波特介绍中国隐士的著作，明洁翻译。

## 内容简介
该书为美国汉学家比尔·波特在中国寻找隐士的记录书籍，主要围绕他在终南山寻找隐居的隐士而作。然后对中国的隐士文化做了自己的看法和评价。

## 作者简介
比尔·波特，美国著名作家、汉译英翻译家和汉学家。其三大著作《寒山诗集》，《石屋山居诗集》和《菩提达摩禅法》扬名海内外。

## 影响
该书出版之后，引起了海外学习和研究中华文化的浪潮。
中国峨影集团和比尔·波特签订了影视出版合作协议，将把此书拍摄为电影。

## 评价
作者比尔·波特说：“中国的隐士和美国的隐士不一样，美国隐士是为了自己在修行，而中国隐士修行的目的是为了帮助别人”，“一般人轻易不宜去体验隐士生活，没有修行的基础一般人会承受不了，甚至可能会发疯，这就像要读博士学位首先得大学毕业。”

## 版本
版本列表：
| 作品                          | 作者                   | 语言     | 出版年份   | 简体版出版社   | 国际标准书号       | 页数  | 备注       |
| ----------------------------- | ---------------------- | -------- | ---------- | -------------- | ------------------ | ----- | ---------- |
| 《》                          | 比尔·波特 著           | 英语     | 1993       |                | ISBN 9781562790417 |       |            |
| 《》                          | 比尔·波特 著           | 英语     | 1994       |                | ISBN 0712662154    |       |            |
| 《》                          | 比尔·波特 著           | 英语     | 2009       |                | ISBN 9781582435237 | 220页 |            |
| 《空谷幽兰—寻访现代中国隐士》 | 比尔·波特 著 明洁 译   | 简体中文 | 2001       | 民族出版社     | ISBN 9787105037896 | 227页 | 删节版     |
| 《空谷幽兰》                  | 比尔·波特 著 明洁 译   | 简体中文 | 2006年10月 | 当代中国出版社 | ISBN 9787801705228 | 286页 | 有译者后记 |
| 《空谷幽兰》                  | 比尔·波特 著 董曉鸝 译 | 繁体中文 | 2007年10月 | 台湾法鼓文化   | ISBN 9789575984052 | 352页 |            |
| 《空谷幽兰》                  | 比尔·波特 著 明洁 译   | 简体中文 | 2009年3月  | 南海出版社     | ISBN 9787544236973 | 292页 |            |
| 《空谷幽兰》                  | 比尔·波特 著 明洁 译   | 简体中文 | 2010年10月 | 南海出版社     | ISBN 9787544249133 | 304页 |            |